# Charaxes aruanus
Charaxes aruanus är en fjärilsart som beskrevs av Butler 1872. Charaxes aruanus ingår i släktet Charaxes och familjen praktfjärilar. Inga underarter finns listade i Catalogue of Life.